# Angerville (Essonne)
 Angerville  es una población y comuna francesa, en la región de Isla de Francia, departamento de Essonne, en el distrito de Étampes y cantón de Méréville.

## Demografía
| 1,786 | 1,830 | 1,781 | 1,926 | 2,597 | 2,622 | 3,012 | 3,265 |
| Para los censos de 1962 a 1999 la población legal corresponde a la población sin duplicidades (Fuente: INSEE [Consultar]) |       |       |       |       |       |       |       |

- El 1 de noviembre de 1968 la comuna de Dommerville, perteneciente a Eure y Loir, fue anexionada por Angerville. Domerville tenía 187 habitantes en 1968.